# Eucereon fuscobruneum
Eucereon fuscobruneum är en fjärilsart som beskrevs av Rothschild 1912. Eucereon fuscobruneum ingår i släktet Eucereon och familjen björnspinnare. Inga underarter finns listade i Catalogue of Life.